# Кафедра лазерної техніки та фізико-технічних технологій. КПІ ім. Ігоря Сікорського
Кафедра лазерної техніки та фізико-технічних технологій (ЛТФТ) КПІ ім. Ігоря Сікорського  — структурний підрозділ Навчально-наукового Інститут матеріалознавства та зварювання ім. Є.О. Патона КПІ ім. Ігоря Сікорського НТУУ «КПІ», який здійснює підготовку здобувачів вищої освіти:
- першого (бакалаврського) рівня за освітньо-професіною програмою Інжиніринг зварювання, лазерних та споріднених технологій спеціальності 131 Прикладна механіка;
- другого (магістерського) рівня за освітньо-професіною програмою Інжиніринг зварювання, лазерних та споріднених технологій спеціальності 131 Прикладна механіка;
- другого (магістерського) рівня за освітньо-науковою програмою Прикладна механіка спеціальності 131 Прикладна механіка;
- третього (освітньо-наукового) рівня за освітньо-науковою програмою Прикладна механіка спеціальності 131 Прикладна механіка.
Кафедра є провідною організацією у розробці нетрадиційних методів обробки матеріалів як в Україні, так і у межах пострадянського простору. На базі наукового та інтелектуального потенціалу кафедри в галузі новітніх технологій обробки матеріалів у 1993 році було створено НДІ лазерної техніки та технології.

## Історія
Від заснування КПІ у 1898 році на механічному відділенні інституту передбачалося викладання дисципліни «Технологія металів» та проведення лабораторних і практичних занять у рамках підготовки інженерів-механіків. Навчальні майстерні з механіки було збудовано у 1900 році, однак документальні свідоцтва діяльності цієї галузі навчання втрачено під час буремних років революційного періоду. Відомо, що під час Першої світової війни майстерні були надані у розпорядження військово-промисловому комітету, а під час громадянської війни їх діяльність завмерла та тимчасово призупинилася аж до 1922 року. Після відновлення роботи основним завданням майстерень було виготовлення комплектуючих частин для тракторів іноземних моделей. У 1930 році внаслідок активної індустріалізації країни навчально-механічні майстерні було перетворено у промислове підприємство — завод імені Лепсе. Під час Другої світової війни кафедру, що мала на той час достатньо велику верстатну базу, було евакуйовано до Ташкенту. Назад до Києва обладнання та спеціалісти повернулися лише у 1944 році.
Першим завідувачем кафедри після повернення став член-кореспондент АН УРСР В. Є. Васильєв — тодішній декан факультету хімічного машинобудування, до складу якого кафедра входила з 1938 року. По закінченню війни кафедра стала частиною механічного факультету, а очолив її доцент М. Ф. Савін, що обіймав цю посаду до 1958 року. Життя кафедри тих років майже не задокументоване. Разом з тим, про науковий потенціал кафедри свідчать захищені в цей період кандидатські дисертації З.Д. Панченко (1948), М.А. Горпенюка (1949), П.П. Єднерала (1951), Н.Ф. Рязановоі (1955) та інших.
З 1958 по 1973 рік на до керівництва кафедрою був запрошений доцент Б. С. Навроцький спеціаліст - виробничник, що прийшов до інституту з заводіу«Більшовик». Разом з співробітниками - Горпенюком М.А., Еднералом П.П., Полешком П.Т., Манжурнетом В.К. та ін. він доклав значних зусиль для зміцнення матеріально-технічної бази кафедри. У зв'язку з переїздом заводу ім. Лепсе на нові виробничі площі у 1958 році кафедрі отримала у своє розпорядження частину приміщень заводу, на яких було відтворено механічні майстерні різних профілів. Майстерні функціонували в режимі студентського підприємства з випуском промислової продукlції, що на той час вважалось прогресивним явищем. З 1960 по 1966 рр. кафедра готувала фахівців інженерно-педагогічного профілю. За цей час було випущено 144 інженери-педагоги. Троє з них -Віталій Джемелінський, Вадим Шарапов та  Анатолій Скуратовський працювали і досі працюючи на кафедрі. 
У 1973 році кафедру очолив відомий спеціаліст з опору матеріалів професор Володимир Хільчевський. Цей період відзначений розширенням сфери наукових та навчальних інтересів кафедри. Кафедра отримує нову назву — «Кафедра технології конструкційних матеріалів та матеріалознавства» та статус загальноінженерної. На новий рівень виходить співпраця з кафедрою опору матеріалів КПІ, Інститутом проблем міцності та Інститутом проблем матеріалознавства НАН України. У 1976–1990 роках  В.Г.Дубенцем (1986) і В.О.Степаненком (1988) були захищені докторські дисертації, а В.А.Ананьєвським (1976), Д.I.Василевичем (1980), Султані Мухамедом (1983, аспірант з Афганістану),О.Т.Сердітовим(1984), В.А.Стадником (1984), А.М.Федоріним (1986) та ін. -  кандидатські. На базі кафедри неодноразово проводилися галузеві семінари підвищення кваліфікації завідувачів кафедр технології конструкційних матеріалів та деталей машин. Крім того, була видана велика кількість методичних посібників з різних дисциплін, у написанні яких брали участь майже всі викладачі кафедри.
У 1990 році завдяки переводу на кафедру цілого напрямку наукової роботи в галузі спец. технологій з кафедри автоматизації технологічних процесів факультету хімічного машинобудування кафедра значно розширюється і з загально-інженерної перетворюється у випускаючу, а також отримує нову назву: «Кафедра лазерної технології, конструювання машин та матеріалознавства». Завідувачем кафедри стає декан ФХМ Володимир Коваленко, один з найвизначніших спеціалістів України у галузі лазерної техології та нетрадиційної обробки матеріалів. Ще у 1984 році завдяки його ініціативі вперше в Україні була започаткована спеціальність «Технологія та обладнання лазерної обробки матеріалів». Після об'єднання двох напрямків наукової роботи на кафедрі ЛТКМ утворився симбіоз класичних та новітніх технологій обробки матеріалів. Структурно кафедра була поділена на три навчальні секції: лазерної технології, технології конструкційних матеріалів, деталей машин. Разом з професором Коваленком науково-викладацький склад кафедри поповнила ціла група докторів та кандидатів наук, серед яких слід відзначити Леоніда Головка, Валерія Котлярова, Віктора Романенка,Віталія Гаращука, Миколу Анякіна, Леоніда Олещука та інших. У 1993 році на базі кафедри був створений НДІ лазерної техніки та технології, який продовжив роботи в галузі новітніх технологій на новому рівні. У зв'язку з актуальністю вирішення проблеми ліквідації наслідків катастрофи на ЧАЕС фахівці кафедри та НДІ ЛТТ зайнялися дослідженнями в галузі застосування лазерної технології у демонтажі об'єкту «Укриття» (блок «Б»). З іменем Володимира Коваленка пов'язані найбільші успіхи кафедри та здобуття найширшої відомості — він першим з радянських та пострадянських вчених став дійсним членом Лазерного інституту Америки. У 1996 році Коваленко був запрошений цією ж організацією до складу Міжнародної Видавничої Ради (англ. International Editorial Board) для підготовки Міжнародного довідника з лазерної технології (LIA Industrial Laser Handbook, Magnolia Publishing Inc., Orlando, Florida, USA), разом з професором Головко вони підготували вісім параграфів цього видання. У 1997 році Володимир Сергійович, як експерт від України, брав участь у 52-й Сесії Генеральної Асамблеї ООН, де розглядалися питання міжнародної підтримки заходів з ліквідації наслідків аварії на Чорнобильській АЕС. Завдяки його зусиллям у розвитку науково-дослідницької складової кафедри та підбору висококваліфікованих викладачів кафедра ЛТКМ стала ведучою організацією у розробці нетрадиційних методів обробки матеріалів як в Україні, так і у межах пострадянського простору. Міносвітою України кафедра була визнана головною в координації НДР в галузі машинобудування, прогресивних технологій та аерокосмічного комплексу. З впровадженням в Україні системи багатоступеневої освіти викладачі кафедри узяли активну участь в розробці нормативних документів держстандарту Міносвіти України бакалаврів напряму підготовки “Інженерна механіка”, а також спеціалістів та магістрів з спеціальності “Технологія та обладнання високоефективних методів обробки матеріалів”. В Науково-Методичних комісіях Міносвіти України плідно працювали професори Володимир Коваленко та Віталій Джемелінський,  доценти  Олександр Полешко та Юрій Ключников.
У 2009 році кафедра отримала нову назву — «Лазерної техніки та фізико-технічних технологій», а на посаді завідувача кафедри Володимира Коваленка змінив Ігор Кривцун.
У 2019 році кафедра стала однією з засновниць новоствореного Навчально-наукового Інституту матеріалознавства та зварювання ім. Є.О. Патона.

## Колишні назви
- 1944 — середина 1970-х — Кафедра технології металів
- середина 1970-х — 1990 — Кафедра технології конструкційних матеріалів та матеріалознавства
- 1990–2009 — Кафедра лазерної технології, конструювання машин та матеріалознавства
- 2009 — дотепер — Кафедра лазерної техніки та фізико-технічних технологій

## Завідувачі кафедри
- 1944–1945 — Васильєв В. Є.
- 1945–1958 — Савін М. Ф.
- 1958–1973 — Навроцький Б. С.
- 1973–1990 — Хільчевський В. В.
- 1990–2009 — Коваленко В. С.
- 2009-2019 — Кривцун І. В.
- 2019 - дотепер — Кагляк Олексій Дмитрович